# Nuoto ai XIX Giochi asiatici - 50 metri rana maschili
La gara dei 50 metri rana maschili di nuoto ai XIX Giochi asiatici si è svolta il 29 settembre 2023, durante i XIX Giochi asiatici, presso l'Hangzhou Olympic Sports Expo Center.

## Podio
| Pos.    | Atleta         | Nazione       |
| ------- | -------------- | ------------- |
| Oro     | Qin Haiyang    | Cina          |
| Argento | Sun Jiajun     | Cina          |
| Bronzo  | Choi Dong-yeol | Corea del Sud |

## Record
Prima della manifestazione il record del mondo (RM), il record asiatico (AS) e il record dei giochi (RC) erano i seguenti.
|  | 25"95 | Adam Peaty      | 25 luglio 2017 Budapest |
|  | 26"20 | Qin Haiyang     | 25 luglio 2023 Fukuoka  |
|  | 27"33 | Yasuhiro Koseki | 22 agosto 2018 Giacarta |

Durante la competizione è stato migliorato il seguente record:
|  | 26"25 | Qin Haiyang |

## Programma
| Data              | Ora (UTC+8) | Turno    |
| ----------------- | ----------- | -------- |
| 29 settembre 2024 | 10:11       | Batterie |
| 29 settembre 2024 | 19:36       | Finale   |

## Risultati

### Batterie
| Pos. | Batteria | Corsia | Atleta                  | Nazionalità         | Tempo | Note |
| ---- | -------- | ------ | ----------------------- | ------------------- | ----- | ---- |
| 1    | 3        | 4      | Qin Haiyang             | Cina                | 26"25 | Q    |
| 2    | 4        | 4      | Sun Jiajun              | Cina                | 27"01 | Q    |
| 3    | 4        | 5      | Choi Dong-yeol          | Corea del Sud       | 27"06 | Q    |
| 4    | 2        | 4      | Yuya Hinomoto           | Giappone            | 27"39 | Q    |
| 5    | 3        | 5      | Chao Man Hou            | Macao               | 27"86 | Q    |
| 6    | 2        | 5      | Ippei Watanabe          | Giappone            | 28"05 | Q    |
| 7    | 4        | 3      | Muhammad Dwiky Raharjo  | Indonesia           | 28"36 | Q    |
| 8    | 3        | 6      | Arsen Kozhakhmetov      | Kazakistan          | 28"40 | Q    |
| 9    | 3        | 3      | Maximillian Wei Ang     | Singapore           | 28"49 |      |
| 10   | 4        | 6      | Ng Yan Kin              | Hong Kong           | 28"71 |      |
| 11   | 2        | 3      | Phạm Thanh Bảo          | Vietnam             | 28"79 |      |
| 12   | 2        | 6      | Thanonchai Janruksa     | Thailandia          | 28"83 |      |
| 13   | 4        | 2      | Fong Ka Yu              | Hong Kong           | 28"94 |      |
| 14   | 3        | 2      | Choi Ngou Fai           | Macao               | 29"20 |      |
| 15   | 2        | 2      | Rachasil Mahamongkol    | Thailandia          | 29"50 |      |
| 16   | 3        | 7      | Behruz Akhtamov         | Uzbekistan          | 30"05 |      |
| 17   | 4        | 1      | Abdulla Al-Khaldi       | Qatar               | 30"23 |      |
| 18   | 4        | 7      | Omar Al-Hammadi         | Emirati Arabi Uniti | 30"67 |      |
| 19   | 2        | 7      | Ganzorigt Sugar         | Mongolia            | 30"71 |      |
| 20   | 3        | 1      | Fahim Anwari            | Afghanistan         | 31"33 |      |
| 21   | 1        | 5      | Amirlangui Ariunsukh    | Mongolia            | 34"23 |      |
| 22   | 4        | 8      | Mubal Azzam Ibrahim     | Maldive             | 34"24 |      |
| 23   | 2        | 1      | Muhammad Hamza Anwar    | Pakistan            | 35"30 |      |
| 24   | 3        | 8      | Ahmed Neeq Niyaz        | Maldive             | 36"13 |      |
| 25   | 1        | 3      | Phoumbandith Keopaseuth | Laos                | 36"39 |      |
| 26   | 1        | 4      | Olimjon Ishanov         | Tagikistan          | 37"39 |      |

### Finale
| Pos. | Corsia | Atleta                 | Nazionalità   | Tempo | Note |
| ---- | ------ | ---------------------- | ------------- | ----- | ---- |
|      | 4      | Qin Haiyang            | Cina          | 26"35 |      |
|      | 6      | Sun Jiajun             | Cina          | 26"92 |      |
|      | 3      | Choi Dong-yeol         | Corea del Sud | 26"93 |      |
| 4    | 5      | Yuya Hinomoto          | Giappone      | 27"61 |      |
| 5    | 7      | Chao Man Hou           | Macao         | 27"76 |      |
| 6    | 2      | Ippei Watanabe         | Giappone      | 28"23 |      |
| 7    | 1      | Arsen Kozhakhmetov     | Kazakistan    | 28"42 |      |
| 8    | 8      | Muhammad Dwiky Raharjo | Indonesia     | 28"52 |      |